# Gimsøy kloster
Gimsøy kloster på Klosterøya i Skien i Norge, var ett norskt nunnekloster, verksamt från första hälften av 1100-talet till 1540. Det anses vara det första nunneklostret i Norge. 
Gimsøy kloster grundades av stormannen Dag Eilivsson, som hade följt kung Sigurd Jorsalafarare till Jerusalem 1108. Exakt när det grundades är inte känt, men det bedöms vara det första nunneklostret i Norge, och bör ha grundats före 1150, eftersom både nunneklostret i Oslo och Bakke i Trondhjem grundades vid den tiden. Dag Eilivsson hade sett kloster under sitt besök i England, och Gimsøy kloster grundades av engelsmän och byggdes i sten på engelskt vis. De första nunnorna kom från England, och Dag Eilivssons dotter Baugeid blev senare abbedissa. År 1537 drogs klostrets egendomar in av kronan under reformationen, och 1540 tvingades nunnorna lämna klostret. 